# Бриттан, Леон
Леон Бриттан, барон Бриттен Спеннитхорнский (англ. Leon Brittan, Baron Brittan of Spennithorne; 25 сентября 1939, Лондон — 21 января 2015, там же) — британский юрист и государственный деятель, член Консервативной партии.

## Биография
Происходил из еврейской семьи из Каунаса — Ребекки (Ривки) Липец и Иосифа Бриттана (Британицкого), врача по-профессии. В семье говорили на идише.
Он получил образование в Тринити-колледже в Кембридже, где возглавлял университетскую организацию консерваторов, был Президентом Кембриджского союза. Позже он учился в Йельском университете в качестве стипендиата Генри. В 1962 г. получил лицензию на юридическую практику и начал карьеру в качестве адвоката, в 1978 г. получил звание «Королевский адвокат». В 1988 г. становится доцентом в Институте политических наук.
Избирался в Палату общин (1974—1988). Входил в состав кабинета Маргарет Тэтчер:
- 1979—1981 гг. — государственный министр министерства внутренних дел,
- 1981—1983 гг. — главный секретарь казначейства,
- 1983—1985 гг. — министр внутренних дел,
- 1985—1986 гг. — государственный секретарь министерства торговли и промышленности.

С 1989 г. — в Еврокомиссии:
- 1989—1993 гг. — европейский комиссар по вопросам конкуренции,
- 1993—1999 гг. — европейский комиссар по вопросам торговли,
- 1999 г. — вице-президент Европейской комиссии.

В 1999 г. был вынужден уйти в отставку из-за обвинений в коррупции.
В 2000 г. был назначен королевой Елизаветой II пожизненным пэром, как барон Бриттен Спеннитхорн графства Северный Йоркшир и с этого времени был членом Палаты лордов. Являлся заместителем председателя банка UBS Investment Bank AG и работал в качестве юридического консультанта компании Unilever, а также в качестве консультанта в юридической фирме «Герберт Смит».
В качестве министра внутренних дел в ноябре 1983 г. он получил от члена Палаты общин от Консервативной партии Джеффри Диккенса досье, которое содержало имена высокопоставленных политиков, которые обвинялись в сексуальных домогательства к детям. В марте 1984 г. Бриттан заявил, что досье было рассмотрено Королевской прокурорской службой и направлено в полицию. Из всего переданного Диккенсом перечня свидетельств были проанализированы 746 000 документов, находящихся в центральной базе данных, и относящихся к временному периоду с 1979-го по 1999-й год. Особо отмечались 527 потенциально важнейших дел, из которых девять дел о сексуальном использовании детей были переданы в полицию. Однако анализ имеющейся в центральной базе данных информации показал, что не хватает 114 важных свидетельств, которые были «уничтожены, потеряны или не найдены». Таким образом, расследование фактически не проводилось и оно было реально возобновлено лишь в 2014 г. Уже после смерти Бриттана в 2015 г. начали активно подниматься вопросы касательно его собственной возможной причастности к изнасилованиям несовершеннолетних.
Кроме того, в период сотрясавших страну в 1984—1985 гг. забастовок шахтеров проявил себя жесткой позицией в отношении стоявшего за ними профсоюзного движения.
Был женат, имел двух падчериц.